# Triumph Dolomite
Triumph Dolomite — невеликий седан випускався підрозділом Triumph Motor Company корпорації British Leyland у Канлі, Ковентрі, з жовтня 1972 року по серпень 1980 року.

## Передумови
Dolomite став останнім доповненням до лінійки малолітражних автомобілів Triumph (під кодовою назвою «Project Ajax»), яка почалася в 1965 році з Triumph 1300. Розроблений як заміна задньопривідного Triumph Herald, 1300 спочатку оснащувався двигуном об‘ємом 1296 см³ і переднім привідом. Пізніша модель, представлена у вересні 1970 року під назвою Triumph 1500, мала оновлені передню та задню частину, розроблені Мікелотті, мала більший двигун 1493 куб.см.
Triumph Dolomite був представлений на Лондонському автосалоні в жовтні 1971 року як наступник елітних варіантів передньопривідних конструкцій і замінив шестициліндровий Triumph Vitesse, спортивного родича Herald. Через низку страйків та інших промислових порушень, не повідомлялося, що автомобіль був у повному виробництві до жовтня 1972 року. Назва «Доломіт» використовувалася Triumph для ряду моделей до Другої світової війни, і це було відроджено для нового автомобіля. Dolomite використовував довший кузов передньопривідного Triumph 1500, але більшість ходової частини перенесено від задньопривідного Triumph Toledo.
Спочатку в єдиній доступній версії використовувався новий чотирикутний двигун об'ємом 1854 куб двигун, який з'єднав верхню кулачкову головку зі сплаву (OHC) із залізним блоком, забезпечуючи 91 к.с. (68 кВт), що забезпечувало жваву продуктивність. Це була версія двигуна, яку компанія вже надавала Saab для використання в їхній моделі 99.
Автомобіль був націлений на новий компактний сегмент продуктивності та розкоші, змагаючись за продажі з такими автомобілями, як BMW 2002 та Ford Cortina GXL, і пропонувався з високим рівнем стандартного обладнання, включаючи подвійні фари, годинник, повну приладову техніку, розкіш. сидіння та килими, обігрів заднього скла та прикурювач. Стил був подібний до Triumph 1500, з деякими оновленнями, такими як пофарбована в чорний колір задня панель, вінілові D-стійки та нові накладки коліс. Машина розганялася до 100 миля/год (160 км/год) з 60 миля/год (97 км/год) наближається трохи більше ніж за 11 секунд. Коробка перемикання передач підвищеної передачі незабаром стала доступною як опція, а також була додаткова автоматична коробка передач.